# Mercedes-Benz W 11

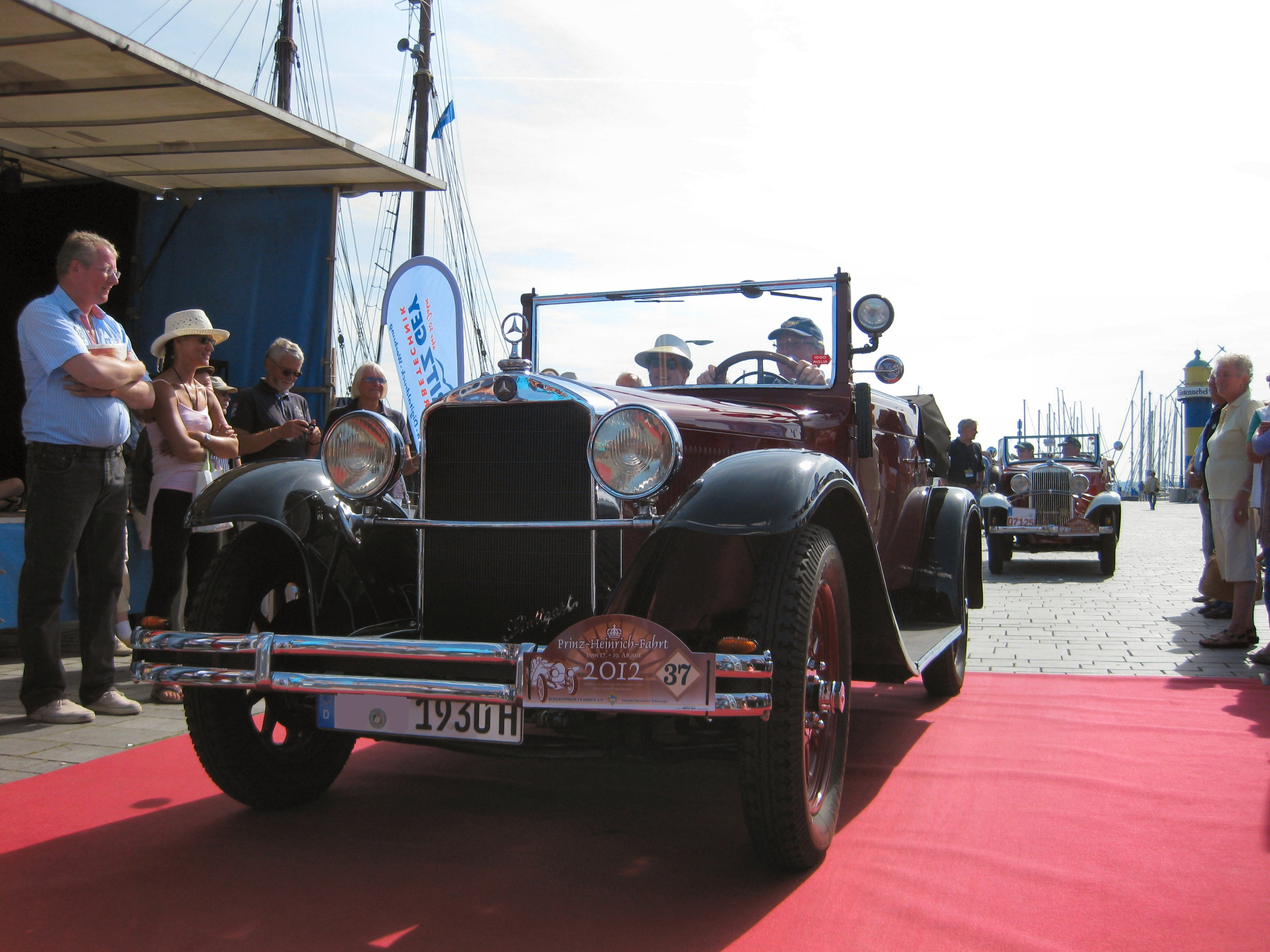
10/50 cabriolet (1930)

La Mercedes-Benz W 11, connue sous le nom de 10/50 PS Type Stuttgart 260, est apparue en 1929 en tant que dérivé du modèle Stuttgart 200 avec le même châssis et la même carrosserie, mais avec un moteur plus puissant.
Le véhicule était disponible d'usine avec de nombreuses carrosseries, dont un châssis, une voiture de tourisme quatre portes, une berline quatre portes, des cabriolets A, B, C, NC ou D, etc., et enfin, à partir de 1934, également en version limousine Pullman à six places (W 11 L) avec un châssis long.
Son moteur est un six cylindres en ligne à commande latérale d'une cylindrée de 2 581 cm³ délivrant 50 ch (37 kW) à 3 400 tr/min. et qui fait accélérer le véhicule jusqu'à 90 km/h. Les roues arrière sont entraînées via une boîte de vitesses à quatre rapports (avec surmultiplication de 1:0.76). Les essieux rigides à l'avant et à l'arrière étaient suspendus avec des ressorts à lames semi-elliptiques. La voiture est équipée de freins de tringlerie pour les quatre roues.
Pendant longtemps, le modèle "Stuttgart" a été l'automobile la plus importante proposée par Daimler-Benz AG. Elle n'a été remplacée par la Mercedes-Benz W 21 qu'en 1933.

## Chiffres de production W 11
| Année                            | 1928 | 1929 | 1930 | 1931 | 1932 | 1933 | 1934 | 1935 | 1936 | total |
| -------------------------------- | ---- | ---- | ---- | ---- | ---- | ---- | ---- | ---- | ---- | ----- |
| W 11 - Stuttgart 260             | 16   | 3640 | 1487 | 1085 | 357  | 119  | 53   | 0    | 0    | 6757  |
| W 11 - Stuttgart 260 Longue      | 0    | 0    | 0    | 0    | 0    | 50   | 0    | 0    | 0    | 50    |
| W 11 - Stuttgart 260 Kübelsitzer | 0    | 0    | 0    | 0    | 0    | 0    | 525  | 982  | 0    | 1507  |
| W 11 - L 1000 Fourgon            | 67   | 455  | 358  | 324  | 146  | 178  | 266  | 348  | 233  | 2376  |